# پایگاه آب‌نشین تریدنت بیسین
پایگاه آب‌نشین تریدنت بیسین (به انگلیسی: Trident Basin Seaplane Base) یک فرودگاه همگانی باربری است که یک باند فرود آب دارد و طول باند آن ۱۳۴۱ متر است. این فرودگاه در کشور ایالات متحده آمریکا قرار دارد و در ارتفاع ۰ متری از سطح دریا واقع شده‌است.